# Karol Szyndzielorz
Karol Jan Szyndzielorz (ur. 24 listopada 1936 w Koźlu) – polski dziennikarz, publicysta.

## Biografia
Karol Szyndzielorz urodził się w śląskiej rodzinie w Koźlu na Opolszczyźnie 24 listopada 1936 roku. Do 1945 roku posługiwał się tylko gwarą śląską i językiem niemieckim. Pod koniec II wojny światowej żołnierze Armii Czerwonej spalili dom rodziny w Koźlu. Ojciec został wywieziony na Syberię. Rodzina zmuszona była zamieszkać u babki w Raszowej w powiecie strzeleckim. Matka posłała syna do polskiej szkoły podstawowej, mimo niechęci ze strony mieszkańców wsi, a następnie uczęszczał do I Liceum Ogólnokształcącego w Koźlu (obecnie im. H. Sienkiewicza). Maturę zdał w 1953 roku. Studiował na Wydziale Dziennikarstwa i Nauk Politycznych (specjalizacja Stosunki Międzynarodowe) Uniwersytetu Warszawskiego.
W latach 1957–1982 red. Szyndzielorz był pracownikiem (od 1981 zastępca redaktora naczelnego) „Życia Warszawy”, po Stefanie Bratkowskim kierował dodatkiem „Życie i Nowoczesność”. Od 1982 w „Przeglądzie Tygodniowym”, później założyciel i naczelny dziennika „Nowa Europa” (1991–1995). Publicysta i komentator radiowy i telewizyjny (Tydzień w polityce od 1982, przedtem m.in. prowadzący teleturniej Drzewko mądrości). Zajmował się głównie polityką międzynarodową. Stypendysta Uniwersytetu Harvarda, Uniwersytetu Stanforda i Uniwersytetu Cornella. 
Jego nazwisko znalazło się na tzw. Liście Kisiela, opublikowanej w 1984 przez „Tygodnik Powszechny”. Uczestnik obrad Okrągłego Stołu przy stoliku medialnym ze strony rządowej. W wyborach czerwcowych 1989 bez powodzenia kandydował z województwa opolskiego do Senatu.
W latach 90. XX wieku był współpracownikiem CEO i członkiem Zarządu Zasada Group (Mercedes Polska). W 1996 założył firmę Media Group. Był zatrudniony jako przedstawiciel firmy German Energy Group Vereinigte Elektrizitäts Werke Westfalens w Polsce. Był też doradcą zarządu Siemens AG.
Córką Karola Szyndzielorza jest dziennikarka Julia Szyndzielorz.